# 峨眉鼠兔
峨眉鼠兔（学名：Ochotona sacraria），一种分布于中国四川、湖北等地区的小型哺乳动物，隶属于鼠兔科鼠兔属异耳鼠兔亚属（Alienauroa）。本种模式产地为四川峨眉山，原被视为藏鼠兔（Ochotona thibetana）的一个亚种，2017年中国学者根据分子系统学研究结果将本种提升为独立种。